# چارلز استیونس
چارلز استیونس (انگلیسی: Charles Stevens؛ ‏ ۲۶ مهٔ ۱۸۹۳ – ۲۲ اوت ۱۹۶۴) بازیگر اهل ایالات متحده آمریکا بود. وی دوستی نزدیکی با داگلاس فربنکس داشت و تقریباً در تمامی فیلم‌های او بازی کرد.
از فیلم‌هایی که وی در آن نقش داشته است، می‌توان به نقاب آهنین، کمین، سه تفنگدار، آوای وحش، دزد دریایی سیاه، تام سایر و تبعید اشاره کرد.